# فلم طويل
يعرف الفيلم الطويل في صناعة السينما بأنه فيلم بطول كامل، وهو الفيلم الذي تكون مدته 60 دقيقة أو أكثر، وهو إنتاج سينمائي يتم صنعه ليوزع أساسا في صالات السينما وأن يكون مركز الاهتمام في العرض، بدلا من الفيلم القصير الذي كان يعرض من قبل. ويستعمل التعبير أيضا لوصف أفلام السينما، والموزعة مباشرة إلى الفيديو والأفلام التلفزيونية.

## الوصف
عرّفت كل من أكاديمية فنون وعلوم الصور المتحركة،  ومعهد الفيلم الأمريكي،  ومعهد الفيلم البريطاني الفيلم الطويل بأنه فيلم تكون مدة عرضه 40 دقيقة أو يزيد. أما المركز الوطني للسينماتوغرافيا في فرنسا يعرّفه بأنه فيلم 35 مليمتر أطول من 1,600 متر، والذي يماثل بالضبط 58 دقيقة و29 ثانية بالنسبة للأفلام الناطقة، بينما تعرّف نقابة ممثلي الشاشة مدة العرض للفيلم الطويل بأنها 80 دقيقة كحد أدنى. وبتعاريف اليوم، يكون أمد الفيلم الطويل عادة بين 80 إلى 210 دقيقة؛ أما فيلم الأطفال فيكون عادة بين 60 إلى 120 دقيقة. أما فيلم المختارات فيكون سلسلة من مواضيع قصيرة ذات موضوع مشترك، وتجمع في فيلم طويل.

## تاريخ

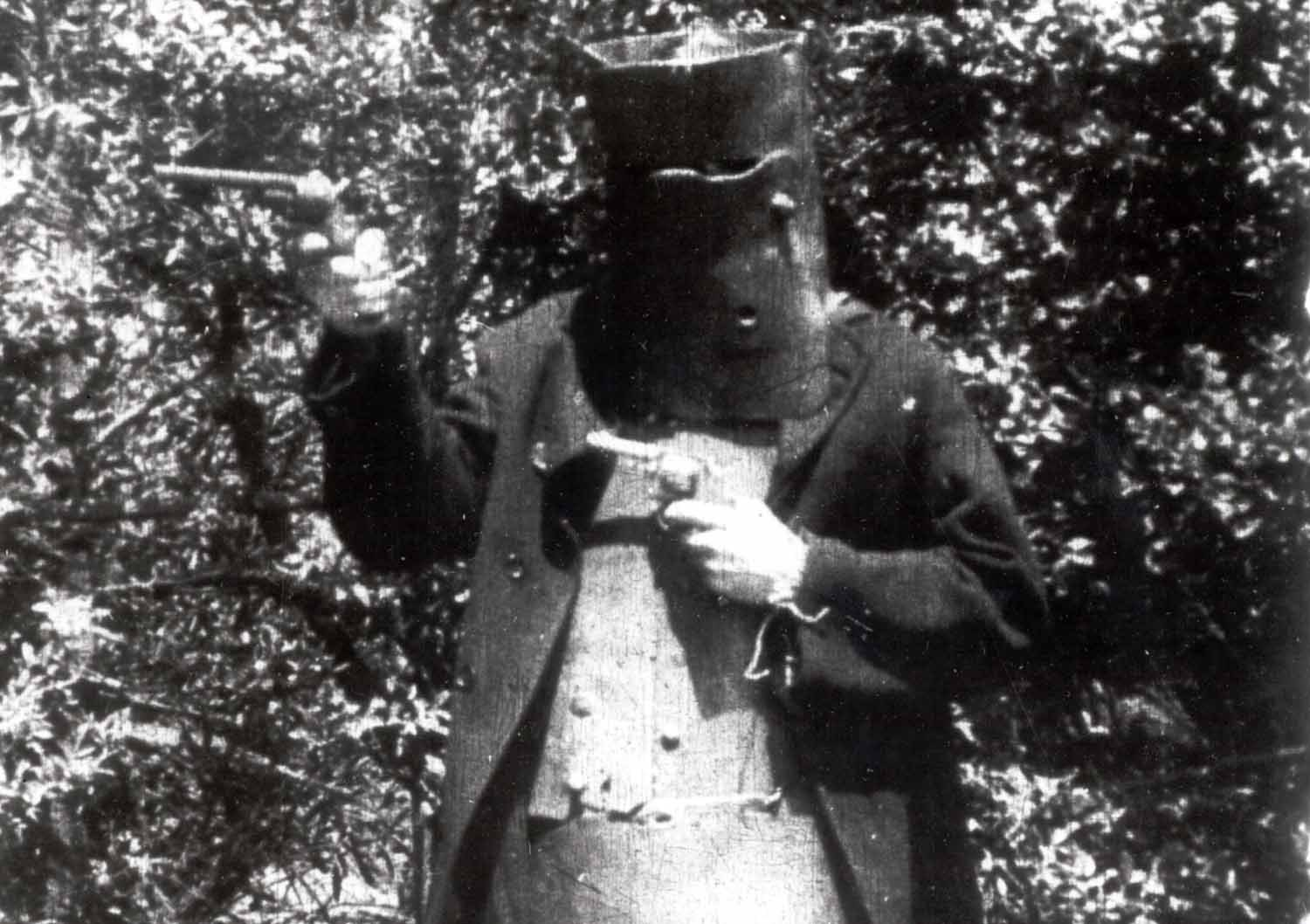
لقطة من الفيلم الأسترالي "قصة عصابة كيلي" عام 1906، وهو أول فيلم درامي طويل.

دخل تعبير الفيلم الطويل حيز الاستعمال للإشارة إلى الفيلم الرئيسي الذي يقدم في السينما، والذي يتم الترويج والإعلان له. وكان هذا التعبير يستعمل لتمييز الأفلام الرئيسية عن القصيرة والتي تقدم قبل الفيلم الرئيسي، مثل أفلام الأخبار وسلسلات الأفلام والرسوم المتحركة والكوميديا والوثائقيات. وهذه الأفلام القصيرة كانت تسبق العرض المقدم – ويحظى الفيلم بأبرز الدعاية ويشغل عدة بكرات. ولم تكن هناك زيادات فجائية في معدّل مدّة عرض الفيلم بالتعريف المعاصر لطول الفيلم؛ في أوائل العقد الثاني من القرن العشرين كان الفيلم الطويل يمتد على بكرتين أو ثلاثة.
كانت الأفلام الطويلة الأولي تنتج في أمريكا وفرنسا، لكنها تُصدر في مشاهد فردية، فتترك للعارض خيار عرضها مع بعضها. أصدرت شركة سيغموند لوبين الأمريكية تمثيلية تصور آلام المسيح في يناير 1903 من 31 جزءا في زمن قدره حوالي 60 دقيقة. وأصدرت شركة الأخوة باثيه الفرنسية مسرحية آخرى عن آلام السيد المسيح، وكانت بعنوان حياة وآلام السيد المسيح (بالفرنسية: La Vie et la passion de Jésus Christ)، في مايو 1903 من 32 جزءا بمدة 44 دقيقة. وكانت هناك تسجيلات بالطول الطبيعي أيضا لمباريات الملاكمة، مثل مباراة كوربيت وفيتز سيمونز (1897). وبالنسبة للطول يمكن تعداد أوائل الأفلام الطويلة:
- أول فيلم درامي طويل كان الفيلم الأسترالي قصة عصابة كيلي (1906) من 70 دقيقة.[7]
- أول فيلم طويل أوروبي كان فيلم الابن الضال (بالفرنسية: L'Enfant prodigue) من 90 دقيقة (فرنسا، 1907)، رغم أنه كان تسجيلا غير معدّل لمسرحية؛ وكان أول فيلم أوروبي أعد للشاشة مباشرة هو فيلم البؤساء الذي انتج في فرنسا عام 1909.[7]
- أول فيلم روسي طويل كان الدفاع عن سيفاستوبول في عام 1911.[8]
- أول فيلم بريطاني طويل كان فيلما وثائقيا يدعى «مع ملكنا وملكتنا عبر الهند» (1912)، صور عن طريق كينماكولور، [9] وأوليفر تويست (1912).[7]
- أول الأفلام الأمريكية الطويلة كانت عن أوليفر تويست أيضا (1912)، وتبعه فيلم من المعلف إلى الصليب (1912)، وريتشارد الثالث (1912)، والأخير مثل بطولته فريدريك وارد.[10]
- أول فيلم طويل آسيوي كانت الفيلم الياباني قصة حياة تاسوكي شيوبارا (1912)، [11] وأول فيلم هندي طويل كان راجاهاريش تشاندرا (1913).[12] في عام 1913 صور أول فيلم صيني طويل، وكان بعنوان نان فو نان تشي أو الزوجان الغاضبان من إخراج زهانغ شيتشوان.
- أول فيلم طويل من أمريكا الجنوبية كانت الفيلم البرازيلي جريمة الأراضي الرطبة (بالبرتغالية: O Crime dos Banhados) عام 1913.[11]
- أول فيلم أفريقي طويل كان فيلم الرواد Die Voortrekkers من جنوب أفريقيا (1916).[11]

بحلول العام 1915 كان ينتج سنويا أكثر من 600 فيلم في الولايات المتحدة. وكان عام 1921 أغزرها إنتاجا، حيث أصدر 682 فيلم؛ وأقل عدد من الإصدارات كان في عام 1963، بواقع 213 فيلم. وبين عامي 1922 و1970، تناوبت الولايات المتحدة واليابان زعامة كمية الأفلام الطويلة المنتجة. ومنذ العام 1971، أصبحت الهند الأعلى في كمية الأفلام المنتجة،  حيث تنتج نحو ألف فيلم بأكثر من اثنتي عشرة لغة هندية كل سنة.